# Wohn- und Wirtschaftsgebäude Heesen 10

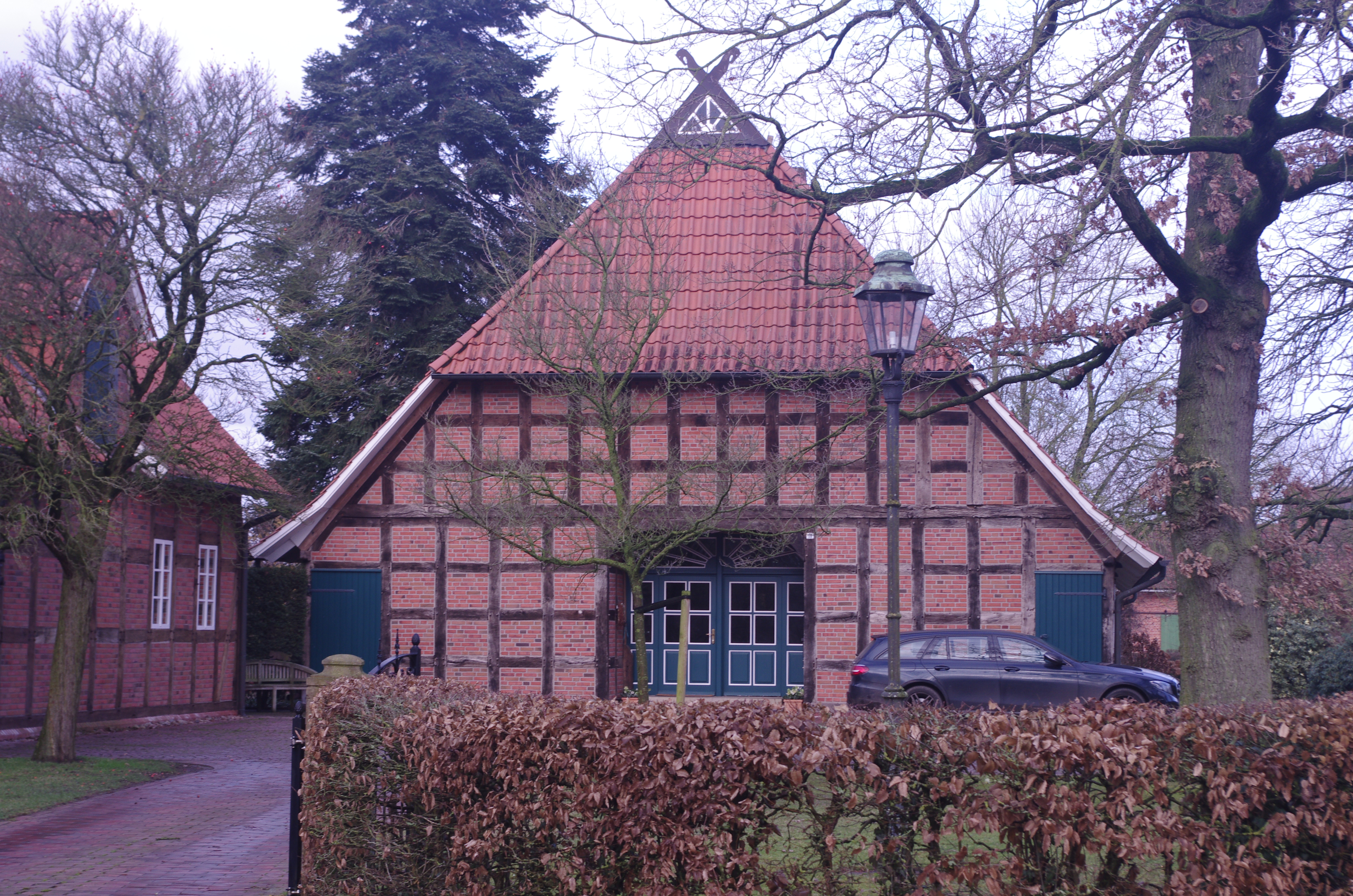

Das Wohn- und Wirtschaftsgebäude Heesen 10 in Hilgermissen-Heesen in der niedersächsischen Samtgemeinde Grafschaft Hoya stammt vom 19. Jahrhundert.
Das Gebäude steht unter Denkmalschutz (siehe auch Liste der Baudenkmale in Hilgermissen).

## Beschreibung
Das eingeschossige traufständige Zweiständer-Hallenhaus in Fachwerk mit Steinausfachungen sowie mit Krüppelwalmdach, Niedersachsengiebel und Uhlenloch wurde in der Mitte des 19. Jahrhunderts gebaut, vermutlich für die Familie Rippe.
Bei der Hofanlage steht ein weiterer eingeschossiger denkmalgeschützter (ID: 31043637) Speicher vom Anfang des 19. Jahrhunderts als Fachwerkhaus mit Steinausfachungen und Satteldach.
Das Landesdenkmalamt befand: „… geschichtliche Bedeutung … durch beispielhafte Ausprägung eines niederdeutschen Hallenhauses in Zweiständerkonstruktion …“